# 塞拉 (巴伦西亚省)
塞拉，是西班牙巴伦西亚自治区巴伦西亚省的一个市镇。总面积57平方公里，总人口2004人（2001年），人口密度35人/平方公里。